# Cisteller austral
El cisteller austral (Asthenes anthoides) és una espècie d'ocell de la família dels furnàrids (Furnariidae).

## Hàbitat i distribució
Habita la puna, praderies humides i vessants oberts des del centre de Xile i oest de l'Argentina cap al sud fins Terra del Foc i Staten Island.